# Бедрі Рахмі Еюбоглу
Бедрі Рахмі Еюбоглу  (1913, Гереле — 1975, Стамбул) — турецький художник і поет.
Бедрі Рахмі Еюбоглу, художник, письменник і поет, народився в Гереле на Чорному морі в 1911 році. Він був другою дитиною у сім'ї. Його старший брат, Сабахаттин Еюбоглу, — відомий письменник, і його молодша сестра, Муалла Еюбоглу, була однією з перших архітекторів, які працювали в галузі реставрації. Вона стала відома завдяки роботам в палаці Топкапи в Стамбулі, в секції «гарем». Його батько, був чиновником (губернатором), жив у різних куточках Туреччини. Потім Бедрі Рахмі вступив у вищу школу в Трабзоні. Він залишив місто в 1929, щоб вступити в Академію витончених мистецтв в Стамбулі. В 1931 році він тимчасово залишив школу, щоб вчитися у Франції з братом. Він вивчив французьку в Діжоні, потім відправився в Ліон, щоб навчатися в студії Андре Лота в Парижі, де він зустрів свою майбутню дружину Ернестину. Повернувшись в Туреччину, він закінчив своє навчання і отримав диплом в 1936 році. У 1937 році він вступив до академії, як асистент і перекладач Леопольда Леві і залишався там до своєї смерті в 1975 році.
Його перша персональна виставка пройшла в Бухаресті в галереї Хасефер в 1935 році. Виставка була організована його майбутньою дружиною Ернестине. Вони одружилися в Стамбулі в 1936 році. Бедрі Рахмі був художником, який працював надзвичайно плідно він намалював фрески в стамбульському ресторані Лідо у 1943, велике панно в оперному театрі Анкари (1946). Уряд відправив його в Едірне 1938 і в Чорум і Исклип в 1942. Це був поворотний момент в його кар'єрі художника.
Він працював з мозаїкою і виготовив панель площею 250 м2 для Експо 58 1958, яка принесла йому першу нагороду. В 1960 році він зробив панель для штаб-квартири НАТО в Парижі і, коли Франція вийшла з НАТО робота була перевезена в штаб-квартиру в Брюсселі. Бедрі Рахмі належав до художників групи Д і заснував групу десяти для молодих художників Group of 10. Його мозаїчні панелі є в стамбульських лікарнях і готелях. Він також робив вітражне скло для Посольства Туреччини в Бонні, Німеччина. У 1950, у другу поїздку в Париж його сильно вразила виставка мистецтва Африки в Музеї людини. Тоді ж він вирішив використовувати штучну друк (гравіювання) для того, щоб дати кожному доступ до його робіт. Він спростив свій дизайн, розділив на блоки, і також спонукав своїх учнів використовувати цю техніку. У 1960 році він був запрошений до США за грантом Фонду Рокфеллера та гранту Фонду Форда. Він був гостем професора Каліфорнійського університету в Берклі. Одна з його робіт є частиною колекцій музею сучасного мистецтва. Його роботи можна знайти в різних музеях в США, Європі і Туреччині.
Бедрі Рахмі викладав в Академії витончених мистецтв до своєї смерті від раку в 1975. Він був відомий як чудовий вчитель і багато сучасні художники Туреччини високо цінували його викладацьке майстерність.

## Письменницька робота
Крім своєї роботи в Академії витончених мистецтв, Бедрі Рахмі також відомий своєю письменницькою кар'єрою, написанням статей та оглядів у газеті Республіка де у нього була щоденна художня колонка в 1952—1958. Його першою поемою була опублікована в 1941, Yaradana mektup (Лист до творця). Його друга книга Karadut (Чорна шовковиця)була опублікована в 1948 році. Інші поетичні твори:
- Tuz (Сіль) 1952
- Üçü Birden (Всі троє), 1953
- Dördü Birden (Четверо з багатьох), 1956
- Karadut 69, (Чорна шовковиця 69),1969
- Dol Karabakır Dol (Дін-Дон Чорна мідь), 1974
- Yaşadım (Я жив), 1977
- Tezek (Лайно)

Всеосяжна книга (опублікована Iş Bankası в Туреччині, 2008) доступна на турецькій і англійській мові з 250-ма ілюстраціями. Інші книги такі:
- Приступаючи до роботи над картиною
- Листи брата
- Автопортрет
- Рожевий кран
- Батько Томі
- Листи кохання I II III IV
- Опівночі
- Bir Tutam Mavi (Toplu Робіт-Yazılar 1954—1955)